# 哈薩克斯坦航空
哈薩克航空是一个已经破产的哈萨克国家航空公司，其总部位于阿拉木圖。

## 历史
哈薩克斯坦航空成立于1991年12月1日，从1993年3月10日开始营业，于2004年2月29日宣布破产。2004年4月一个公开法庭正式宣布它破产，其继承人是国家航空公司阿斯塔纳航空。

## 空难
哈薩克斯坦航空曾经发生过一次严重空难：1996年11月12日傍晚哈薩克斯坦航空的一架伊尔76（1907号班机）与沙地阿拉伯航空的一架波音747-168B（763号班机）在印度哈里亞納邦查基達里上空相撞。两架飞机均坠毁。
在这次空难中共349名乘客和机组人员丧失，没有一人幸免。空难发生的原因是印度地面雷达系统未能及时升级，无法确定离岗航班高度和进港航班高度，导致两架飞行器相撞。